# Citación como Distinguido
La Citación como Distinguido en la Orden General, o simplemente Citación como Distinguido, es una recompensa militar española concedida a quienes, en el transcurso de conflictos armados u operaciones militares en las que se pueda ser usada la fuerza armada, lleven a cabo acciones prestadas con valor y consideradas eficaces. La citación como distinguido es otorgada cuando los hechos recompensados no se correspondan con los requeridos por otras distinciones. Está descrita en el Título Quinto del  Real Decreto 1040/2003, de 1 de agosto, por el que se aprueba el Reglamento general de recompensas militares, BOE n.º 213/2003, de 5 de septiembre.

## Descripción
Únicamente pueden recibir esta recompensa los miembros de las Fuerzas Armadas y de la Guardia Civil, en los casos en que estos últimos desarrollen actividades de naturaleza militar. La Citación como Distinguido es otorgada por el Ministro de Defensa en base al expediente de concesión que le es remitido, sin embargo, es posible, en los casos facultados por el ministro, que los mandos operativos o nivel equivalente también la concedan.
La resolución en virtud de la cual se otorga la Citación como Distinguido en la Orden General tiene que aparecer publicada en el Boletín Oficial del Ministerio de Defensa y en la Orden General Interna del Cuartel General del Ejército de Tierra, Armada o Ejército del Aire. 
El personal recompensado con la Citación como Distinguido obtiene derecho a: 
1. Que le sea considerada su posesión como mérito ordinario en las evaluaciones realizadas al personal militar y en el acceso a la enseñanza militar.
2. Recibir la correspondiente cédula acreditativa de concesión y su anotación en la documentación militar o administrativa.
3. Obtener la calificación de «valor reconocido» en su hoja de servicios.

## Desposesión de distinciones
El agraciado con cualesquiera de las categorías que haya sido sentenciado por la comisión de un delito doloso o pública y notoriamente haya incurrido en actos contrario a las razones determinantes de la concesión de la distinción podrá, en virtud de expediente iniciado de oficio o por denuncia motivada, y con intervención del Fiscal de la Real Orden, ser desposeído del título correspondiente a la distinción concedida, decisión que corresponde a quien la otorgó.